# Fastlove
«Fastlove» — сольный хит британского певца Джорджа Майкла, бывшего участника поп-дуэта Wham!, выпущенный в 1996 году рекорд-компанией DreamWorks Records в США и Virgin Records в Великобритании с альбома Older. Сингл достиг первого места в хит-парадах Австралии, Великобритании, Канаде и Испании. Тираж сингла превысил 500 000 копий в США и он получил золотую сертификацию RIAA.
Видеоклип был номинирован на Brit Awards и на три премии MTV Video Music Awards 1996, победив в категории «выбор международного зрителя».

## История
Песня получила разнонаправленные оценки музыкальных критиков и интернет-изданий: Entertainment Weekly (Jim Farber дал песне высший уровень «A»), AllMusic, Rolling Stones.
В 2014 году Брендон Виверс из британского издания Renowned for Sound включил песню под № 4 в свой список 10 лучших хитов Джорджа Майкла («Top 10 George Michael Hits»), назвав её ультрамодерновым данс-попом. Дэйв Фауберт (ShortList Magazine) в обзоре 2017 года назвал композицию «одной из лучших песен за всю историю» (а басовую линию — одной из самых «грувовых»), отметив, что в то время когда «бритпоп был на пике моды, Джордж Майкл решил полностью это проигнорировать и выпустил изящный R&B/соул-номер, который максимально стильно продемонстрировал, что Майкл так же уместен в 90-х, как это было в 80-х»; Фауберт скомпоновал 30-минутную версию «Fastlove» в качестве посвящения.
Создателем музыкального клипа стали Вон Арнелл и Антея Бентон.
Сингл достиг позиции № 1 в Великобритании, Австралии, Канаде и Испании, а в США был на № 8.
«Fastlove» стал седьмым самым загружаемым треком в Великобритании по итогам 2014 года по данным Official Charts Company.

## Список композиций
UK CD single
1. «Fastlove Part 1»  — 5:23
2. «I’m Your Man» — 4:04
3. «Fastlove Part 2» (Fully Extended Mix) — 9:28

 US CD single
1. «Fastlove» (Full Version) — 5:24
2. «I’m Your Man '96» — 4:13
3. «Fastlove» (Summer Mix) — 4:42

US maxi single
1. «Fastlove» (Radio Edit) — 4:45
2. «Fastlove» (A/C Summer Mix) — 4:42
3. «Fastlove» (Full Version) — 5:24

«Fastlove Part II»
1. «Fastlove Part II» (Fully Extended Mix Edit) — 9:27
2. «I’m Your Man» (ILR Version Star People '97 Radio Edit) — 4:04

## Чарты и сертификации
| Чарт (1996-97)                         | Верхняя позиция |
| -------------------------------------- | --------------- |
| Австралия (ARIA)                       | 1               |
| Австрия (Ö3 Austria Top 40)            | 13              |
| Бельгия/Фландрия (Ultratop 50)         | 25              |
| Бельгия/Валлония (Ultratop 50)         | 8               |
| Канада Canada Top Singles (RPM)        | 4               |
| Канада Canada Adult Contemporary (RPM) | 1               |
| Финляндия (Suomen virallinen lista)    | 5               |
| Франция (SNEP)                         | 10              |
| Германия (GfK)                         | 25              |
| Ирландия (IRMA)                        | 5               |
| Нидерланды (Single Top 100)            | 12              |
| Новая Зеландия (Recorded Music NZ)     | 5               |
| Норвегия (VG-lista)                    | 11              |
| Spain Singles (Promusicae)             | 1               |
| Швеция (Sverigetopplistan)             | 7               |
| Швейцария (Schweizer Hitparade)        | 13              |
| Великобритания (OCC UK Singles)        | 1               |
| США (Billboard Hot 100)                | 8               |
| США (Billboard Adult Contemporary)     | 8               |
| США (Billboard Adult Pop Airplay)      | 14              |
| US Billboard Hot Dance Singles Sales   | 43              |
| США (Billboard Hot R&B/Hip-Hop Songs)  | 44              |
| США (Billboard Rhythmic)               | 10              |

| Итоговый годовой чарт (1996)                    | Позиция |
| ----------------------------------------------- | ------- |
| Лучшие синглы США 1996 года по версии Billboard | 62      |

### Сертификации
| Регион | Сертификация | Продажи  |
| --- | ------------ | -------- |
| Австралия (ARIA) | Платиновый   | 70 000^  |
| Франция (SNEP) | Золотой      | 250 000* |
| Великобритания (BPI) | Платиновый   | 600 000  |
| США (RIAA) | Золотой      | 500,000  |
| * Данные о продажах приведены только на основе сертификации. ^ Данные о тиражах приведены только на основе сертификации. |              |          |